# Volf Ilburk z Vřesovic
Volf Ilburk Doubravský z Vřesovic (též Wolf, Vlk či Vok, německy Wolf Ilburg von Wřesowitz, též Wolfgang Wrzesowitz nebo Wolff Ilburg Pfessenith, kolem roku 1575, Sovinec – 9. prosince 1634, Praha) byl český šlechtic, katolický člen rodu pánů z Vřesovic, činný v první polovině 17. století. Byl členem tzv. pobělohorské konfiskační komise vedené Karlem z Lichtenštejna.

## Život

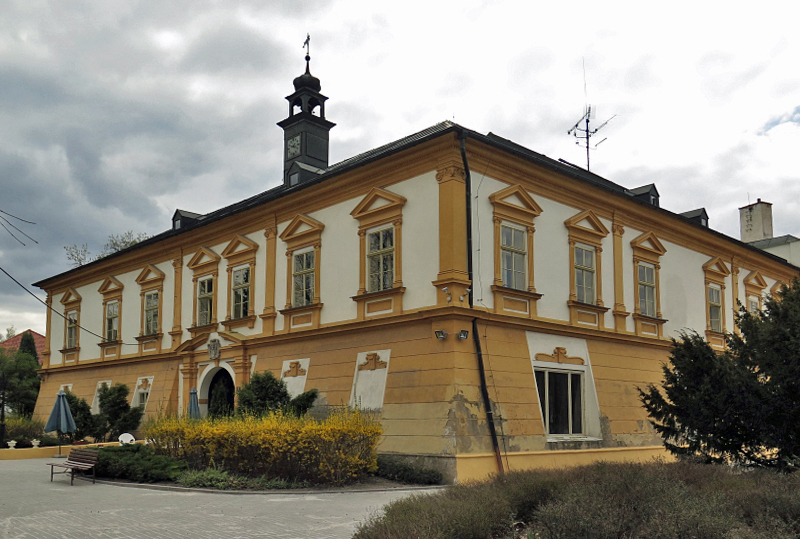
Zámek Čížkovice

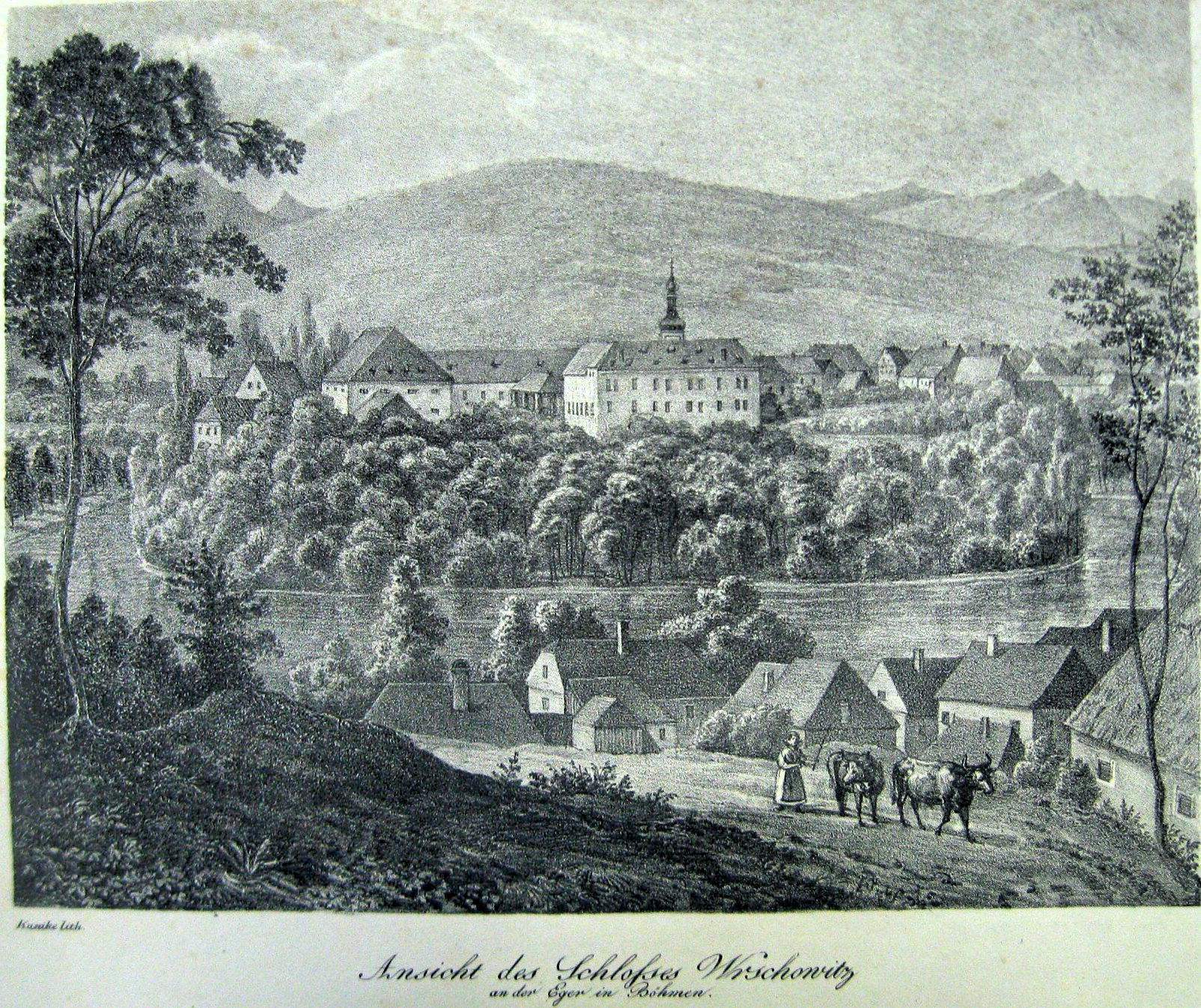
Zámek Vršovice na litografii A. F. Kunikeho ze třicátých let 19. století

Narodil se jako syn Jana Vojtěch Vřesovce z Vřesovic (1550–1605), který zastával úřady královského rady, pukrabího Hradeckého kraje a v letech 1594–1603 je uváděn jako nejvyšší lovčí. Volf Ilburk měl sourozence Viléma († 1640) a Sabinu Žofii, později provdanou za Jana Adama Hrzána z Harasova († 1655), která byla matkou Jana Adama Hrzána z Harasova (1625–1681), královského lovčího a krajského hejtmana.
V době povstání Štěpána Bočkaje roku 1604 táhl Volf Ilburk coby plukovník jezdeckého regimentu 150 jezdců do Uher, kterého se jako rytmistr účastnil také Jindřich Michal Hýzrle z Chodů. V roce 1607 byl povýšen do panského stavu a od roku 1610 byl císařským tajným radou.
V době pobělohorské byl v roce 1621 jmenován do funkce komorníka císaře Ferdinanda II.
Coby zástupce katolické strany se v únoru 1622 stal členem nově ustavené konfiskační komise, v čele s Karlem z Lichtenštejna. Kromě Volfa Ilburka byli dalšími členy komise také Bedřich z Talmberka, Kryštof Vratislav z Mitrovic, Sezima z Vrtby, Vilém mladší z Lobkovic a několik právníků a příslušníků městského stavu.
V roce 1622 od královské komory zakoupil zkonfiskované panství Vršovice na Lounsku, kde nechal vystavět zámek. Nad hlavním portálem zámku se snad dosud nachází alianční erb jeho a manželky Alžběty a letopočet 1628, který zřejmě značí dokončení stavby, čemuž odpovídá i tvarosloví obloučkových stupňovaných štítů v obou nárožích čelní fasády, mající pozdně renesanční charakter.
V roce 1623 Volf Ilburk po Kaplířích ze Sulevic získal Čížkovice na Litoměřicku a tamní tvrz přestavěl na hostinec, z nějž se snad dochovaly zasypané sklepy pod domem čp. 110. Později ves postoupil Marii Magdaleně z Lobkovic, manželce Jana Rudolfa Trčky z Lípy.
V roce 1588 Šebestián Vřesovec přikoupil Nový Hrad na Lounsku. Šebestiánův syn Volf finančně podporoval stavovské povstání a Nový Hrad mu byl zkonfiskován, panství ale coby katolík koupil Volf Ilburk, jeho bratranec. Za třicetileté války Nový Hrad trpěl průchody vojsk, k této etapě patří i pikantní historka z roku 1623, kdy byl zámek přepaden císařskými vojáky. Volf Ilburk z Vřesovic před nimi vyskočil z okna do hradního příkopu a pěšky uprchl do Loun.
Po válce zakoupil ještě ves Chraberce.
V roce 1628 byla v pražské katedrále svatého Víta dokončena šestnáctá kaple svatého Zikmunda, zvaná Černínská, s oltářem s ostatky světce a nástěnnou malbou Nanebevzetí Panny Marie a s výjevy ze života svatého Zikmunda v menších polích po stranách. Autorem manýristické malby z roku 1620 byl Daniel Alexius z Květné. Objednavatelem byl Volf Ilburk z Vřesovic, který je v kapli pohřben. Další náhrobky a epitafy patří Humprechtu Černínovi z Chudenic, donu Antoniovi z Cardony a jeho ženě Marii de Requeséns, Johanně a Janovi z Ditrichštejna, Janu Oldřichu Zasiovi, Vilémovi z Bukova, Oldřichovi z Martinic, Zikmundu Báthorymu, hraběti Josipu Šiškovićovi a Zdeňku Lvovi z Rožmitálu.
V letech 1629–1633 vykonával úřad nejvyššího lovčího v Českém království.
Volf Ilburk Doubravský z Vřesovic zemřel 9. prosince 1634 v Praze.

### Manželství a rodina
Vofl Ilburk z Vřesovic byl ženatý s Alžbětou rozenou Berkovou z Dubé.